# Colaba
Colaba (em marata: कुलाबा; em hindi: हिन्दी) é uma área urbana da cidade indiana de Bombaim, situado na extremidade sudoeste da península que constitui o centro da cidade. No passado foi uma das sete ilhas de Bombaim, que foram unidas artificialmente através de aterros para formarem o território de grande parte da atual metrópole. Alguns dos principais marcos turísticos de Bombaim, como o Portal da Índia, o Hotel Taj Mahal Palace e a Estação Chhatrapati Shivaji (antigamente Victoria Terminus), situam-se Colaba.
Durante o período em que a região foi uma possessão portuguesa, no século XVI, a ilha foi conhecida como Candil. Quando os britânicos tomaram o controlo, no final do século XVII era conhecida como Colio.

## Etimologia e história
O topónimo Colaba deriva de Kolabhat, uma palavra da língua dos kolis, os habitantes indígenas das ilhas antes da chegada dos portugueses. A área atualmente designada por Colaba era constituída por duas ilhas: Colaba propriamente dita e a Colaba Pequena (em inglês: Little Colaba) ou Ilha da Velha (em inglês: Old Woman's Island).
Os portugueses receberam as sete ilhas de Bombaim do Sultanato de Cambaia pelo Tratado de Baçaim, assinado em 1534. Em 1661, os portugueses ofereceram o território à coroa inglesa como parte do dote de casamento da princesa Catarina de Bragança, filha de João IV de Portugal,
com o rei Carlos II de Inglaterra. A entrega de Bombaim teve a discordância ativa dos oficiais portugueses em Bombaim e em Goa e durante vários anos os representantes ingleses estiveram confinados à ilha de Angediva, ao sul de Goa. Irritado pela situação, Carlos II arrendou o território à Companhia Britânica das Índias Orientais. As duas ilhas de Colaba só foram formalmente ocupadas em nome daquela companhia em 1675, por Gerald Aungier, o segundo governador britânico de Bombaim (nomeado em 1672) e presidente da feitoria inglesa de Surate.

Mapa das sete ilhas de Bombaim antes de terem sido unidas artificialmente

Portugal continuou na posse da Colaba Pequena durante várias décadas antes de a ceder aos ingleses cerca de 1762, exigindo a manutenção da posse de um casa na ilha, no local onde atualmente se ergue a Blessed Sacrament Chapel ("Capela do Sagrado Sacramento") em Middle Colaba. O edifício foi arrendado pelo governo português de Goa ao bispo de Damão, líder do Padroado em Bombaim, que a usou como residência. Depois de uma tentativa de tomar posse da capela por parte da Propaganda Fide, um tribunal decidiu que a casa permanecesse propriedade do governo português, negando as pretensões da Propaganda Fide.
Em 1743, Colaba foi arrendada a Richard Broughton por 200 rupias por ano; o arrendamento foi renovado em 1764. Em 1796 Colaba tinha-se tornado um acantonamento. A área era conhecida pela variedade de peixes, nomeadamente pelo bombil (Harpadon nehereu, também conhecido como Bombay duck [pato de Bombaim] ou bummalo), rawas, halwa, e também tartarugas, caranguejos, camarões e lagostas.
O Observatório de Colaba, uma estação meteorológica, foi fundado em 1826 naquilo que se chamava Colaba Superior (Upper Colaba). A Colaba Causeway (nome oficial atual: Shahid Bhagat Singh Marg), atualmente uma das principais avenidas da baixa de Bombaim, foi terminada em 1838, juntando as duas ilhas às restantes cinco e marcando o eixo central da península artificial. Colaba foi-se tornando gradualmente um centro de comércio, depois da Cotton Exchange (Bolsa do Algodão) ter aberto em 1844 em Cotton Green. Os preços do imobiliário na zona subiram e a Colaba Causeway foi alargada em 1861 e 1863.
A igreja anglicana de São João Evangelista começou a ser construída em 1847. É conhecida como Igreja Afegã, pois foi erigida para comemorar os soldados britânicos mortos numa derrota desastrosa em 1838 na  Primeira Guerra Anglo-Afegã. Os Sick Bungalows (literalmente: bungalows dos doentes), onde agora funciona o hospital militar INHS Ashwini, foram também construídos no século XIX. A igreja foi consagrada em 1858, mas a torre do campanário só foi concluída em 1865. Colaba tornou-se um ward (distrito) municipal autónomo em 1872. Em 1873 surgiram os primeiros tranvias de tração animal. O farol de Prong foi construído em 1875 na extremidade sul de Colaba. As docas de Sassoon foram construídas no mesmo ano em terras conquistadas ao mar por David Sassoon, um judeu de Bagdade e líder da importante comunidade judaica de Bombaim.

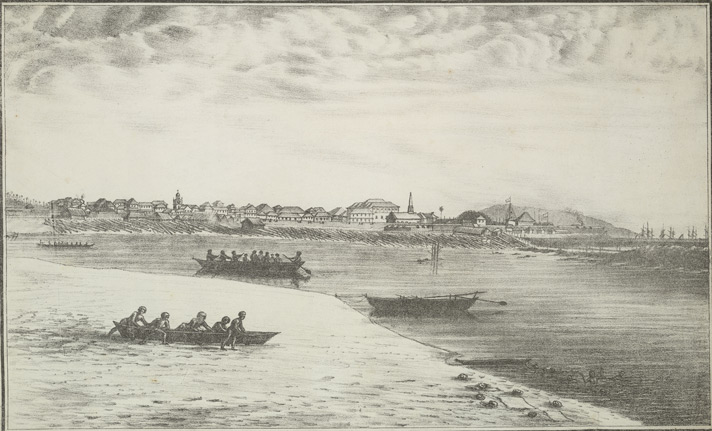
Gravura de 1826 mostrando a construção da Colaba Causeway

A Bombay, Baroda and Central India Railway, a empresa constituída em 1864 para construir o caminho de ferro entre Bombaim e Baroda, erigiu a estação de Colaba (ou Colaba Terminus) no local onde se situa atualmente o Parque Badhwar; começou a funcionar em 1867. Entretanto, o desenvolvimento de Colaba forçou os nativos kolis a mudarem-se para os limites da ilha.
Os Bombay City Improvement Trust (BIT), um organismo criado em 1898 para melhorar as condições sanitárias e de vida na cidade, na sequência de uma epidemia grave de peste bubónica, promoveu a conquista de aproximadamente 75 000 m² de terrenos ao mar na costa ocidental de Colaba. Esta iniciativa enfrentou a oposição de cidadãos influentes de Bomabim, como Pherozeshah Mehta, por recearem uma baixa de preços dos terrenos. Apesar disso, os trabalhos prosseguiram e foram completados em 1905, não tendo ocorrido baixas de preços. Em 1906, foi terminada a construção de uma avenida marginal com um passeio elevado à beira-mar, que recebeu o nome de Cuffe Parade, em homenagem a T. W. Cuffe, um membro do BIT. A Cuffe Parade é atualmente uma das zonas mais elegantes e caras da cidade.
Em novembro de 2008, Colaba foi notícia de destaque em todo o mundo devido aos ataques terroristas ocorridos em vários locais da área, nomeadamente no Hotel Taj Mahal, no Café Leopold e na Mumbai Chabad House. Os ataques provocaram mais de 100 mortos e danos materiais significativos.

## Monumentos e atrações turísticas

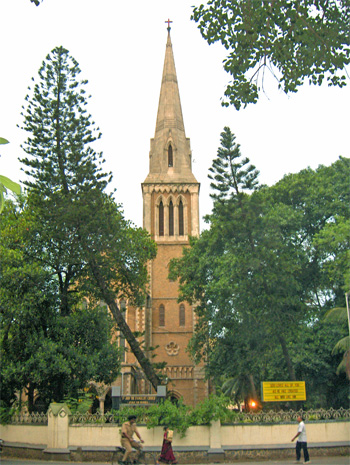
A igreja anglicana de São João Evangelista, conhecida como Igreja Afegã, começou a ser construída em 1847

Em Colaba situam-se alguns dos edifícios mais emblemáticos de Bombaim, como o Portal da Índia (Gateway of India), o vizinho Hotel Taj Mahal Palace ou o Cinema Regal, um edifício de estilo art déco da década de 1930. A catedral católica do Santo Nome, uma construção neogótica que sucedeu à antiga igreja portuguesa de Nossa Senhora da Esperança, situa-se também em Colaba.
Em Colaba há vários cafés e restaurantes famosos, nomeadamente o Leopold e o Monegar. A área, uma das mais frequentadas por turistas, conserva um certo ambiente britânico reminiscente do Raj, a par de um ar muito moderno, e é conhecida pelo seu comércio, que vai desde boutiques de luxo, de marcas internacionais, a lojas que vendem imitações e todo o tipo de bens de consumo, como roupa, perfumes, bijuteria, relógios, DVD's, eletrónica de consumo, etc. A maior parte das principais galerias de arte de Bombaim situam-se em Colaba.
A parte mais meridional da península de Colaba é o que na Índia se chama um acantonamento (cantonment), uma área militar de acesso restrito. As partes mais antigas do acantonamento conservam os seus amplos espaços arborizados, que constituem a última réstia de espaço verde numa área muito congestionada urbanisticamente. Uma das maiores zonas do acantonamento é Navy Nagar, onde se situa o Instituto Tata de Investigação Fundamental (TIFR), uma das instituições de investigação científica mais proeminentes da Índia.